# كيث رايت (لاعب كرة قدم أمريكية)
كيث رايت (بالإنجليزية: Keith Wright)‏ هو لاعب كرة قدم أمريكية أمريكي، ولد في 8 يونيو 1980 في سانتا كلارا في الولايات المتحدة.